# Spectre (игра)
Spectre — игра жанра платформер от студии Vaguely Spectacular, выпущенная в 2009 году.

## Сюжет
Джозеф Виллер, старик 73 лет, после своей смерти очнулся в странном месте. Вокруг идет снег. В падающих снежинках Джозеф узнает мгновения своей жизни, и неизвестный голос предлагает ему выстроить из них историю.

## Геймплей
Прежде всего Spectre — платформер, причем путь от одного конца платформы до другого и есть жизнь главного героя. Она разделена по возрастам: 6 лет, 8, 12, 17, 44, 73. В каждом возрастном отрезке герой выглядит по-разному. Если в 6 лет это подвижный маленький мальчик, то в 73 это уже скрюченный старик с тростью. В начале игры можно выбрать с какого возраста начинать, после чего и начинается, собственно, игра. Все это выглядит как обычный платформер: прыжки через препятствия, взбирания по лестницам. Но это не основная цель.
По игровому миру летают «шары» это и есть воспоминания Джозефа. В начале мы выбираем воспоминание, от которого и будет отталкиваться в дальнейшем, так как после первого у нас появятся основные жизненные темы Джозефа. Их можно увидеть, нажав на клавишу «Р». Это может быть «Мама», «Война», «Любовь» и др. В зависимости от этих тем по игре у нас будут встречаться шары-воспоминания, если шар светлый, то воспоминание схоже в основными темами уже выбранных воспоминаний, темное соответственно — нет. Темные шары-воспоминания будут направлять нас на новый путь в повествовании. В каждом воспоминании нас будет ждать рассказ Джозефа о каком-то событии в его жизни, таких как его первый снег, монумент Джефферсона в парке, воспоминания об Отце, а также мини-игра в которой вас ждет два финала, в зависимости от успешности ваших действий.
Если не проходить мини-игры, игрок будет брать много темных шаров-воспоминаний, тогда Джозеф не сможет связать все мысли воедино, и история завершится.

## Мини-игры
- Куда-то вверх (Ever Upwards) — в этой мини-игре Джозеф летит вверх и собирает «звезды». Больших усилий от игрока не требуется.
- Преследуя свет (Pursue the ight)- Джозеф идет за светящимся шаром, игрок же нажимая на пробел поднимает землю спереди нажатиями пробела, а также земля за главным героем пропадает. Для того чтобы успешно справиться с этой мини-игрой необходимо удерживать баланс между возникающими платформами и исчезающими.
- Приближение (Approach) — Джозефу нужно идти к размытой фигуре, преодолевая препятствия и стараясь не упасть. По мере приближения фигура становится более четкой.
- Путь наверх (Work You Way Up) — Главному герою нужно подняться к светящемуся шару наверху, для этого он должен использовать рычаги, которые управляют платформами.
- Собрать картинку (Bring The Pieces Together) — Игроку нужно собрать какое-нибудь изображение из кусочков.
- Подальше от края (Away From The Edge) — темнота движется сверху, снизу её тоже не меньше, нужно балансировать между этими двумя краями, перепрыгивая от уступа к уступу.
- Через тьму (Through The Dark) — Джозеф падает вниз, вокруг него круг света. На его пути темные шары, если он касается их, то его круг света тает, если он исчезнет, вы проиграли.

После успешного завершения любой мини-игры Джозеф становится «призраком» и может проходить через шары-воспоминания не задевая их. Пока игрок не нажмет клавишу «вниз».

## Художественная ценность
Путешествуя по воспоминаниям Джозефа Виллера игрок сам задумывается о своей жизни, о поступках которые совершил и или не смог. Для взрослых игроков игра может дать импульс к переосмыслению многих вещей.
Всего в игре 112 воспоминаний и 50 возможных концовок.

## Технические особенности
Игра написана в дизайнерской программной среде Adobe Flash, что причисляет её к flash-играм, но она несколько отличается от них. Среди отличительных черт — использование внешних файлов и сохранение результатов в отдельный файл. В корневом каталоге игры находится файл Data.xml, представляющий собой обычный файл формата XML, но в котором все символы заменены на соседние по номеру (+1). Например, строка =Fwfout?�!!=Ubh!Obnf>#Jousp#?� означает <Events>¶..<Tag Name="Intro">¶.